# Lichtensteig
Lichtensteig är en stad och kommun i distriktet Toggenburg i kantonen Sankt Gallen, Schweiz. Kommunen har 2 079 invånare (2023).
Lichtensteigs järnvägsstation ligger i grannkommunen Wattwil.

## Bildgalleri

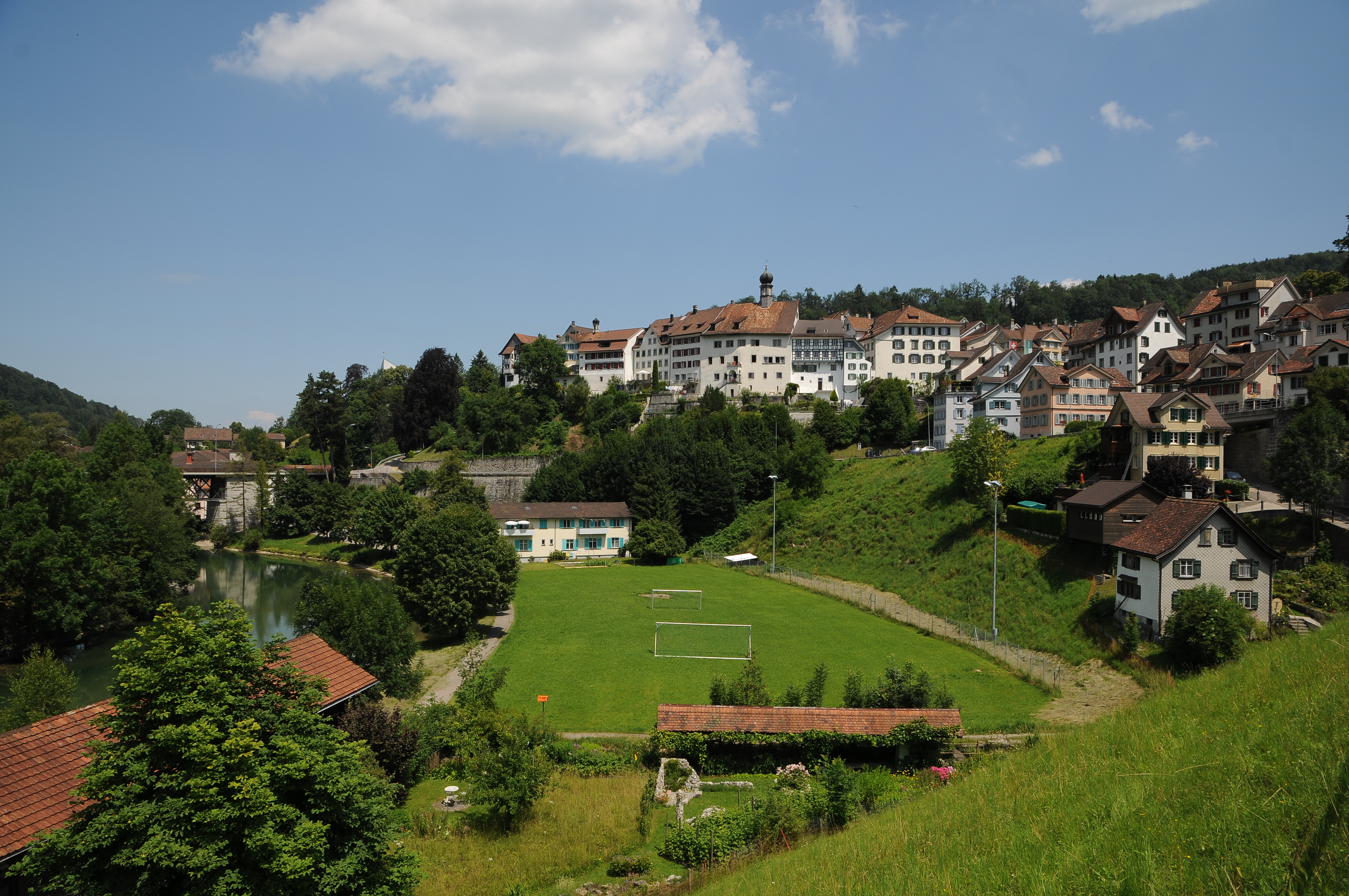
Lichtensteig (2011)
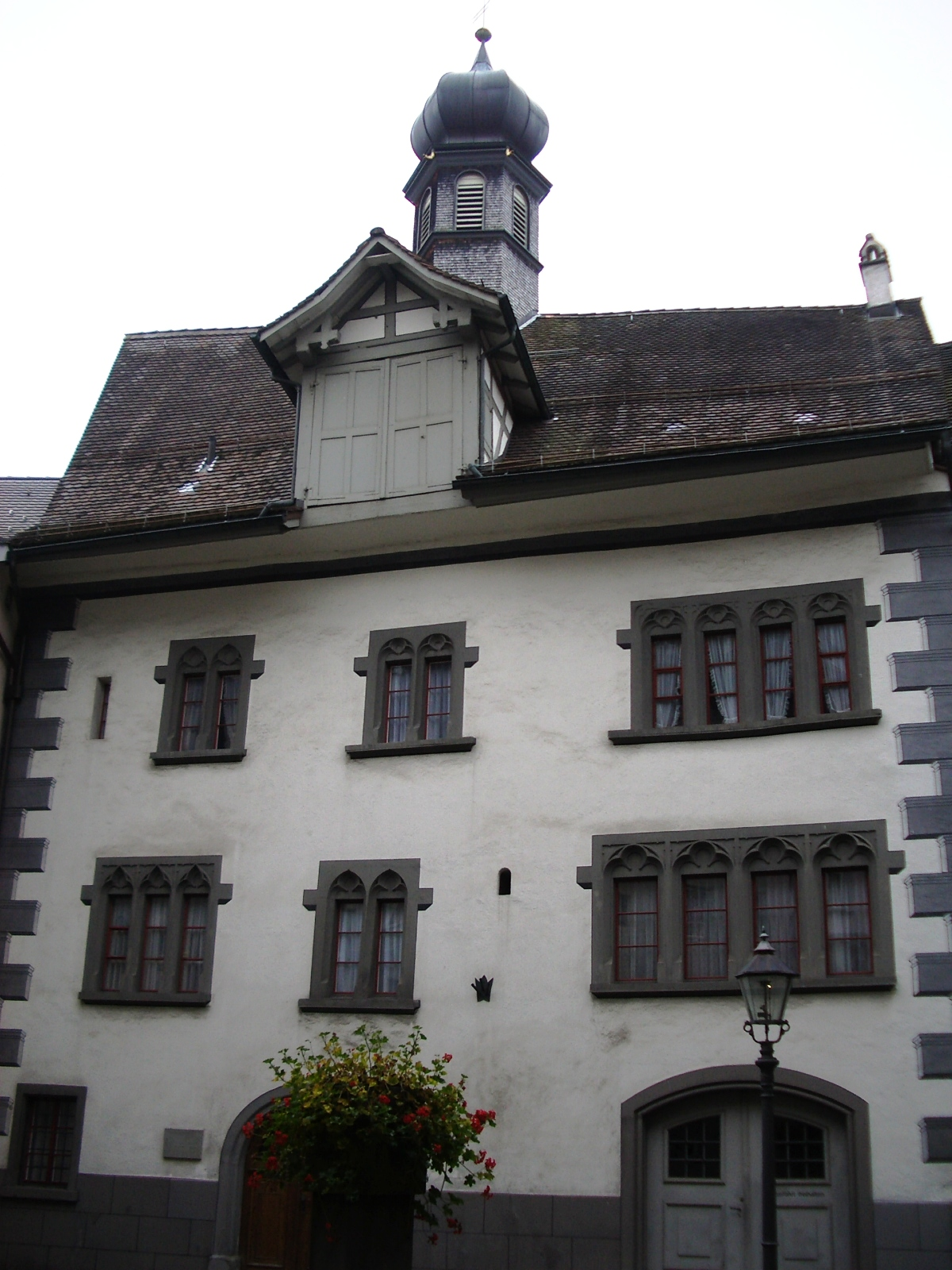
Gamla Rådhuset (1500-talet)
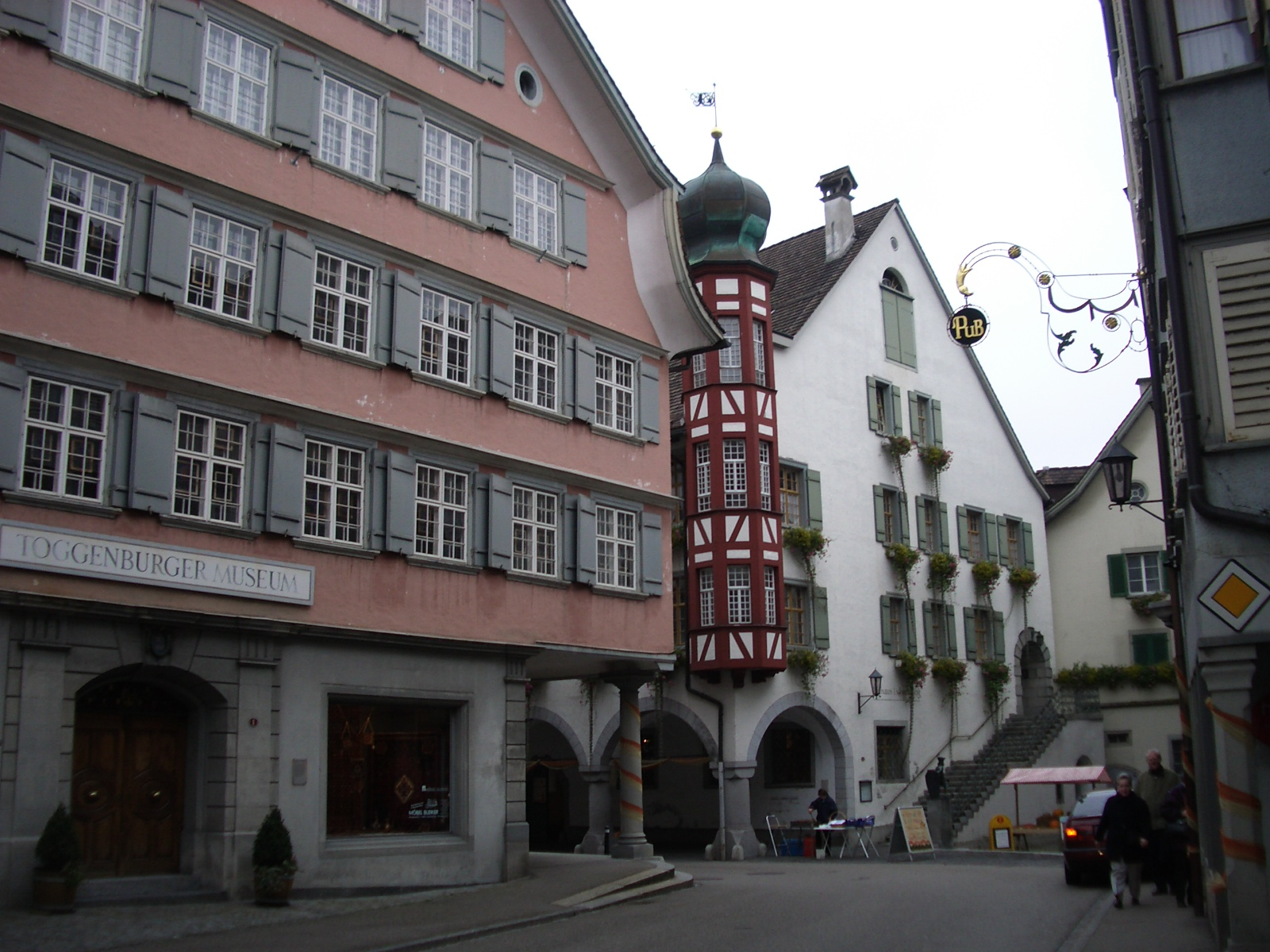
Toggenburgermuseet och Rådhuset
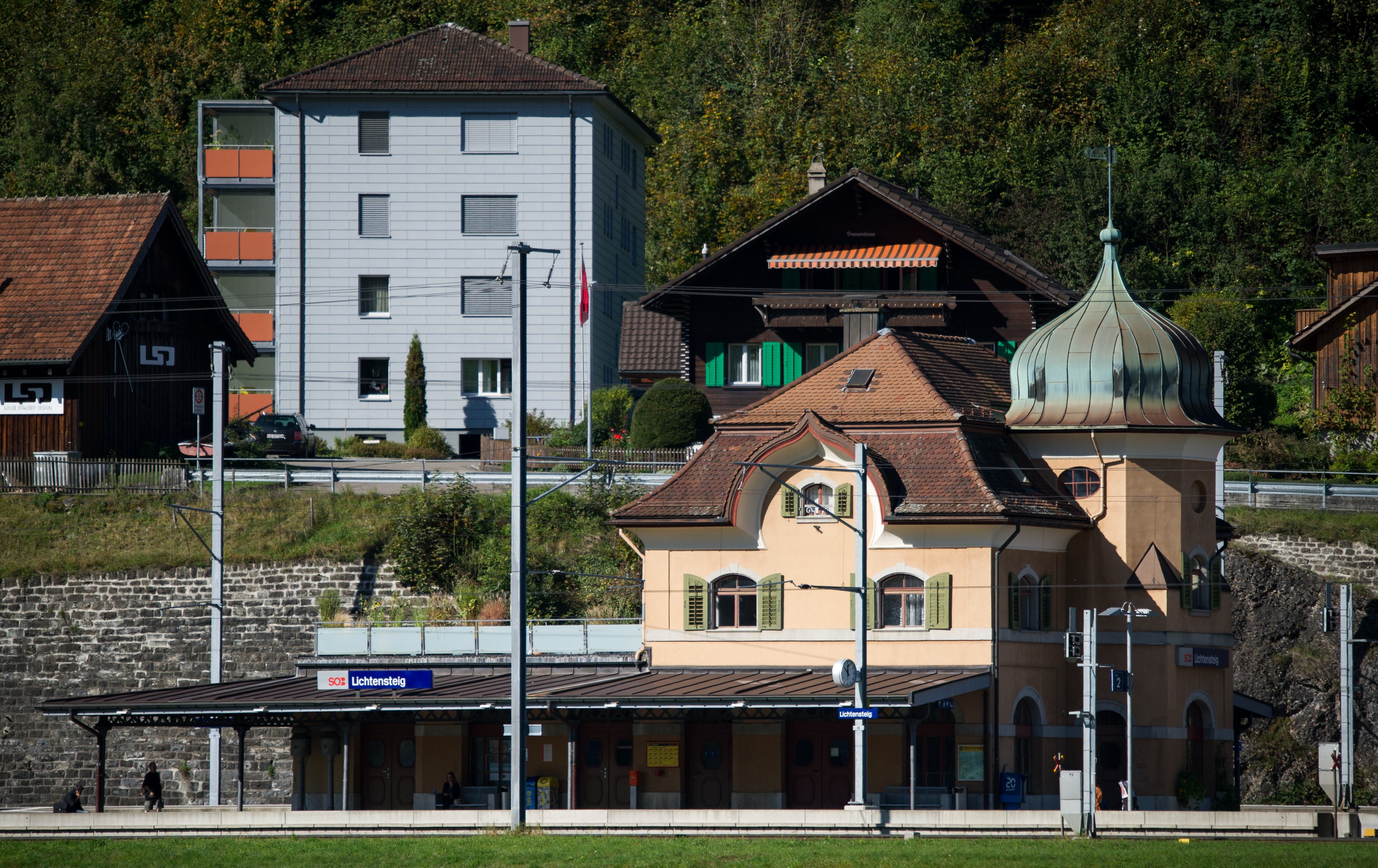
Lichtensteigs nya järnvägsstation